# Chittagong Abahani
Chittagong Abahani is een Bengalees voetbalclub. De club is opgericht in 1980. De club speelt anno 2020 in Bangladesh Premier League.

## Lijst met trainers
| Trainer               | Van               | tot               |
| --------------------- | ----------------- | ----------------- |
| Asaduzzaman Jhontu    | 2015              | ?                 |
| Shafiqul Islam Manik  | 10 Augustus 2015  | Januari 2016      |
| Jozef Pavlík          | 30 Maart 2016     | 21 September 2016 |
| Zulfiker Mahmud Mintu | 21 September 2016 | 31 December 2016  |
| Saiful Bari Titu      | 9 Januari 2017    | 4 Januari 2018    |
| Zulfiker Mahmud Mintu | 4 Januari 2018    | 3 Augustus 2019   |
| Maruful Haque         | Oktober 2019      | Heden             |

## Bekende (ex-)spelers
- Omid Popalzay
- Joël Tshibamba

## Erelijst
- Chittagong Premier League : 1998-1999 (1x)
- Bangladesh Championship League : 2013 (1x)
- Bangladesh Independence Cup : 2016 (1x)
- Bangladesh Federation Cup : 2017 (1x)
- Sheikh Kamal International Club Cup : 2015 (1x)